# Zuzana Vejvodová
Zuzana Vejvodová (née le 19 septembre 1980 à Prague) est une actrice tchèque, petite-fille du compositeur Jaromír Vejvoda.

## Biographie
A l’âge de dix ans, elle a reçu le rôle principal dans la série télévisée Territoire des cerfs blancs. Pendant ses études au Conservatoire de Prague, elle a joué comme invitée au Théâtre na Vinohradech et au Théâtre Na Fidlovačce. Après être devenue membre de l’ensemble de ce dernier, elle a représenté le rôle principal dans la comédie musicale Mam'zelle Nitouche, le triple rôle de Nele – Betkina – Anna dans Thyl Ulenspiegel, elle était Agathe dans Le Mariage de Gogol, Rosalinde dans Comme il vous plaira, Jacie Triplethree dans Comic Potential d’Alan Ayckbourn ou Millie Dillmount, le personnage principal dans la comédie musicale Millie de Morris-Scalan-Tesori. En 2004, elle a été choisie pour le rôle de Juliette dans Roméo et Juliette, joué au Festival d’été de Shakespeare au Château de Prague; l’été suivant, elle y a représenté Viola et en 2006, enfin, Desdémone. Elle a joué dans plusieurs séries TV et contes-de-fées tournés par la Télévision tchèque; évidemment, elle n’objecterait pas à participer à un bon long-métrage.